# ريطة بنت عمرو (ناقضة الغزل)
(ناقضة الغزل) هي ريطة بنت عمرو بن سعد بن زيد، ورد ذكرها في قوله تعالى: ﴿وَلَا تَكُونُوا كَالَّتِي نَقَضَتْ غَزْلَهَا مِنْ بَعْدِ قُوَّةٍ أَنْكَاثًا تَتَّخِذُونَ أَيْمَانَكُمْ دَخَلًا بَيْنَكُمْ أَنْ تَكُونَ أُمَّةٌ هِيَ أَرْبَى مِنْ أُمَّةٍ إِنَّمَا يَبْلُوكُمُ اللَّهُ بِهِ وَلَيُبَيِّنَنَّ لَكُمْ يَوْمَ الْقِيَامَةِ مَا كُنْتُمْ فِيهِ تَخْتَلِفُونَ ۝٩٢﴾ (سورة النحل، الآية 92).
وكانت خرقاء تغزل هي وجواريها من الغداة إلى نصف النهار، ثم تأمرهن فينقضن جميعاً ما غزلن، فكان هذا دأبها لاتكف عن الغَزل، ولاتبقي ما غزلت.